# Oh Madeline
Oh Madeline  è una serie televisiva statunitense in 19 episodi trasmessi per la prima volta nel corso di una sola stagione dal 1983 al 1984. È la versione statunitense della serie televisiva britannica Pig in the Middle (1980-1983).
È una sitcom incentrata sulle vicende di Madeline Wayne (interpretata da Madeline Kahn), casalinga di Chicago sposata da dieci anni con Charlie Wayne, uno scrittore.

## Personaggi e interpreti
- Madeline Wayne (19 episodi, 1983-1984), interpretata da	Madeline Kahn.
- Charlie Wayne (19 episodi, 1983-1984), interpretato da	James Sloyan.
- Robert Leone (18 episodi, 1983-1984), interpretato da	Louis Giambalvo.
È un agente di viaggi e migliore amico di Charlie.
- Doris Leone (18 episodi, 1983-1984), interpretata da	Jesse Welles.
È l'amica del cuore di Madeline.
- Annie McIntyre (2 episodi, 1983), interpretata da	Francine Tacker.
È l'editrice di Charlie.

## Produzione
La serie, ideata da Marcy Carsey e Tom Werner, fu prodotta da Carsey-Werner Company  Le musiche furono composte da Howard Pearl. Il regista della serie è J.D. Lobue (19 episodi, 1983-1984).

### Sceneggiatori
- Cindy Begel (1 episodio, 1983)
- Charlotte Bingham (1 episodio, 1983)
- Terence Brady (1 episodio, 1983)
- Laurie Gelman (1 episodio, 1983)
- Irma Kalish (1 episodio, 1983)
- Lesa Kite (1 episodio, 1983)
- Neal Marlens (1 episodio, 1983)
- Lisa A. Bannick (1 episodio, 1984)
- Barton Dean]
- Richard Rosenstock

## Distribuzione
La serie fu trasmessa negli Stati Uniti dal 27 settembre 1983 al 13 marzo 1984 sulla rete televisiva ABC. In Italia è stata trasmessa con il titolo Oh Madeline.

## Episodi
| Stagione       | Episodi | Prima TV USA |
| -------------- | ------- | ------------ |
| Prima stagione | 19      | 1983-1984    |